# Dominican Open
Die Dominican Open sind offene internationale Meisterschaften der Dominikanischen Republik im Badminton. Sie wurden erstmals 2018 ausgetragen. Das Turnier ist nicht zu verwechseln mit den Santo Domingo International.

## Sieger
| Saison    | Herreneinzel      | Dameneinzel          | Herrendoppel                       | Damendoppel                                              | Mixed                                 |
| --------- | ----------------- | -------------------- | ---------------------------------- | -------------------------------------------------------- | ------------------------------------- |
| 2018      | Job Castillo      | Sabrina Solis        | Job Castillo Luis Montoya          | Nairoby Abigail Jiménez Bermary Altagracia Polanco Muñoz | Nelson Javier Nairoby Abigail Jiménez |
| 2019 2020 | nicht ausgetragen | nicht ausgetragen    | nicht ausgetragen                  | nicht ausgetragen                                        | nicht ausgetragen                     |
| 2021      | Jonathan Matias   | Juliana Viana Vieira | Fabrício Farias Francielton Farias | Jaqueline Lima Sâmia Lima                                | Fabrício Farias Jaqueline Lima        |
| 2022 2024 | nicht ausgetragen | nicht ausgetragen    | nicht ausgetragen                  | nicht ausgetragen                                        | nicht ausgetragen                     |